# Hofbieber
Hofbieber é uma freguesia do distrito de Fulda, em Hessen, Alemanha.